# Firmin Le Ver
Firmin Le Ver, in het Latijn Firminus Verris, (tussen 1370 en 1375 - Abbeville, 1444) was een Frans kartuizer, filoloog en lexicograaf.

## Leven
Firmin Le Ver was prior van het kartuizerklooster Saint-Honoré in Thuison, bij Abbeville. Kennelijk met de bedoeling het in zijn klooster te gebruiken, schreef hij van 1420 tot 1440 het eerste Latijns-Franse woordenboek waarvan de auteur bekend is. Met 45.000 lemma's, die zowel in het Latijn als het Frans verklaard worden (wat een totaal van 540.000 woorden oplevert, waarvan een zesde in het Frans), is zijn woordenboek bijzonder rijk voor zijn tijd.
Het handschrift van Le Vers woordenboek wordt bewaard in de Bibliothèque nationale de France. Hoewel het al in 1868 beschreven werd, volgde de eerste wetenschappelijke uitgave pas in 1994.

## Werk
- Verris, F. (1994). Dictionarius, Dictionnaire latin-français de Firmin Le Ver (B. Merrilees & W. Edwards, Eds.). Turnhout: Brepols.

- Bibliothèque nationale de France: cb12566198t (data)
- Gemeinsame Normdatei: 119303329
- International Standard Name Identifier: 0000 0000 8159 0145
- Library of Congress Control Number: nr94030568
- Nationale Bibliotheek van Israël: 987007264219805171
- Nationale Bibliotheek van Polen: a0000002778432
- Nederlandse Thesaurus van Auteursnamen: 121603520
- Système universitaire de documentation: 034966668
- Virtual International Authority File: 79121440
- WorldCat: E39PBJdGPB3YhRG9K6KkGmdxXd